# جامع الحلق
جامع الحلق هو جامع من جوامع مدينة تونس يقع بسوق السلاح قرب باب الجديد و نهج سوق المر.

## التّأسيس
تأسّس جامع الحلق في القرن الثامن هجري الموافق للقرن الرابع عشر الميلادي، ويُقال أنّه سمّي بجامع الحلق لأنّ أرملة باعت حليها لبنائهِ ومن هنا جاءت تسمية «الحلق» وتعني الأقراط، وكان الشيخ محمد عبد العزيز جعيط أحد الأئمة لهذا الجامع.

## الهندسة المعمارية
تعلو المحراب قبة ذات ثمانية زوايا، وبهندسة وطابع مغربي أندلسي، وشهد الجامع عملية ترميم خلال القرن الحادي عشر للهجرة الموافق للقرن الثامن عشر ميلادي، كما شهد أيضا تشييد المئذنة المربعة على الطراز الحفصي.

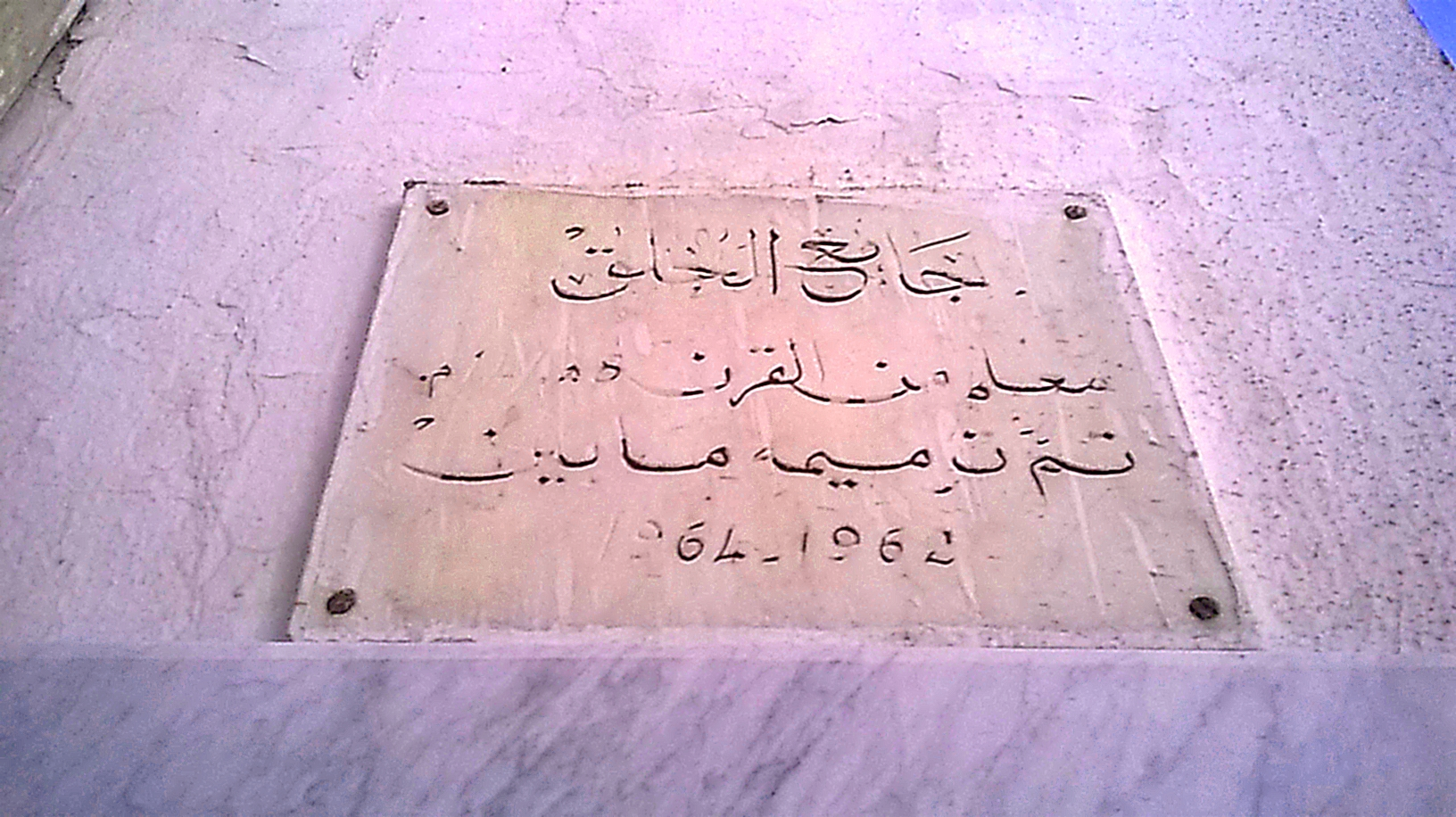
اللوحة التذكارية للجامع
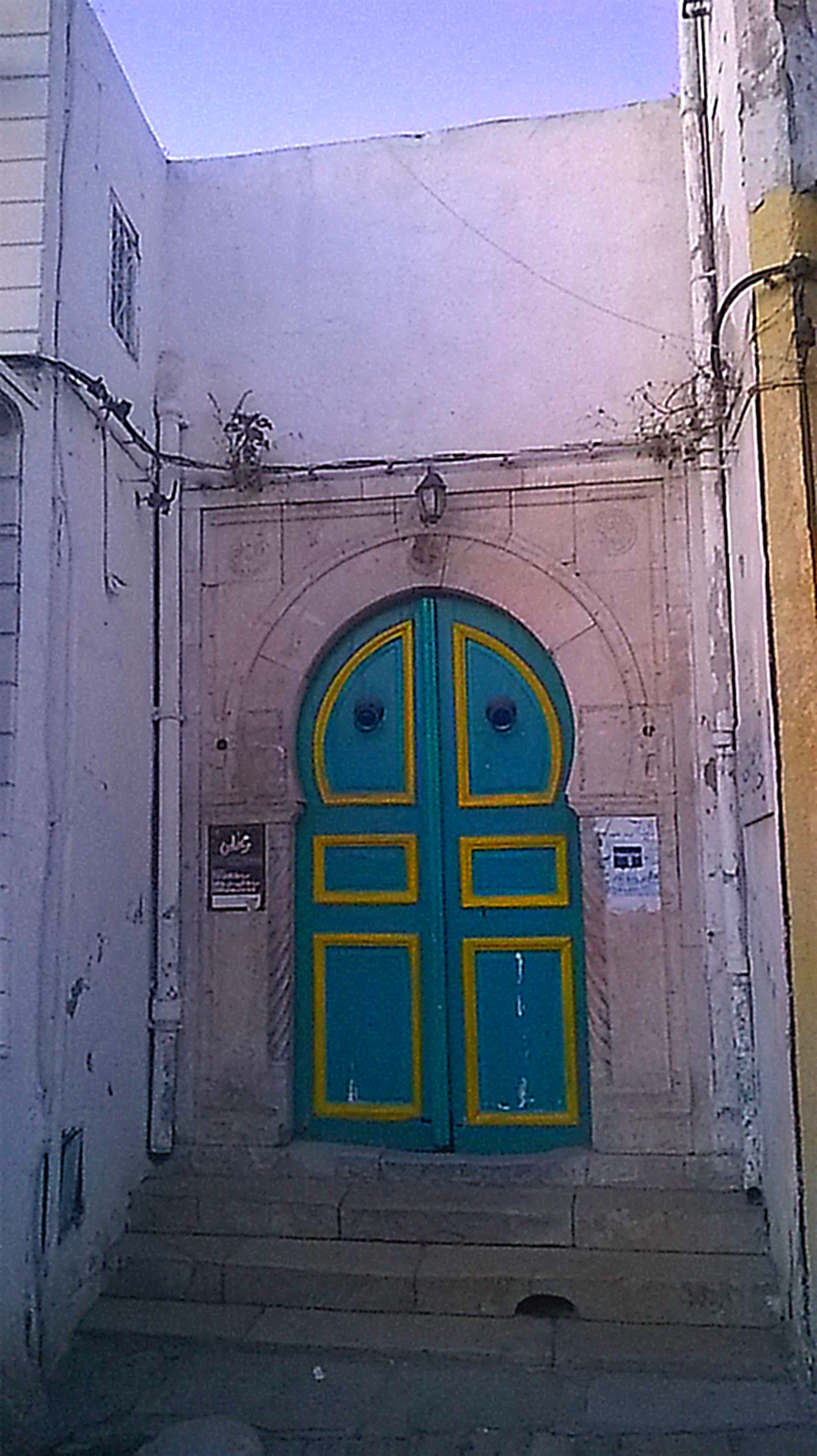
باب الجامع
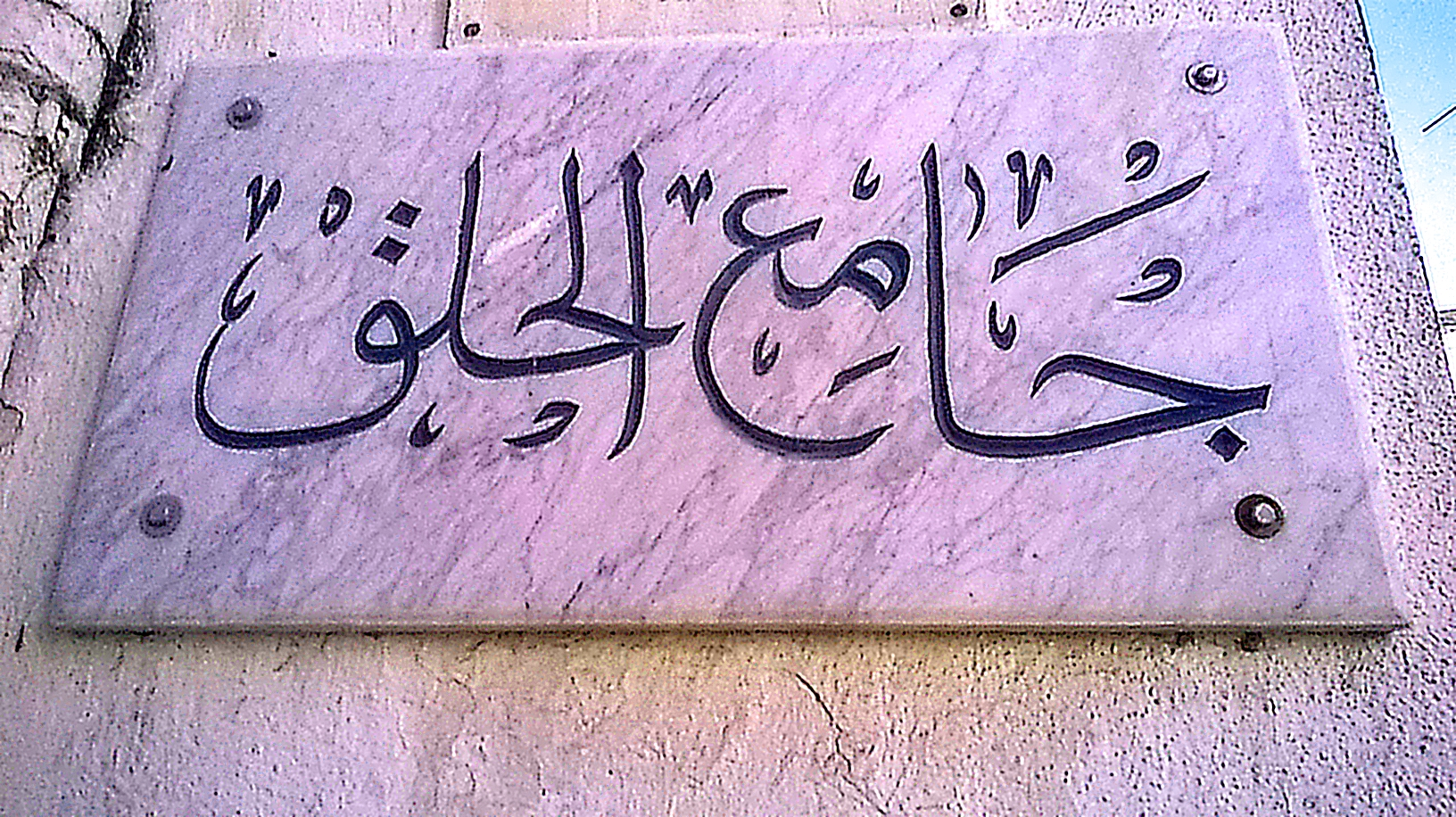
لافتة من الرخام تحمل اسم الجامع
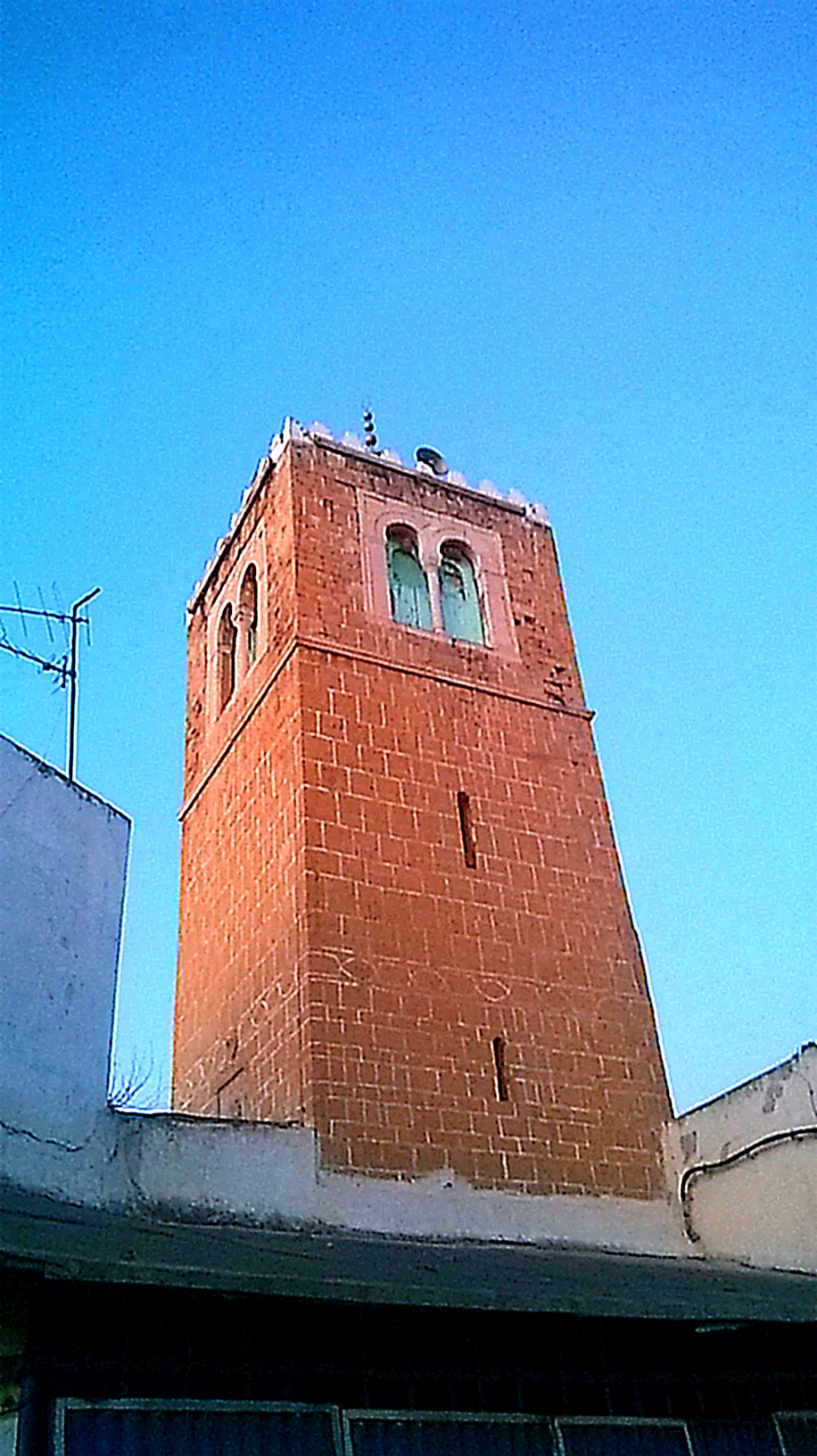
مئذنة الجامع